# Dakoticancroidea
Dakoticancroidea is een fossiele superfamilie van krabben en omvat de volgende uitgestorven families:
- Dakoticancridae  † Rathbun, 1917
- Ibericancridae  † Artal, Guinot, Van Bakel & Castillo, 2008